# Menhir de Mollet

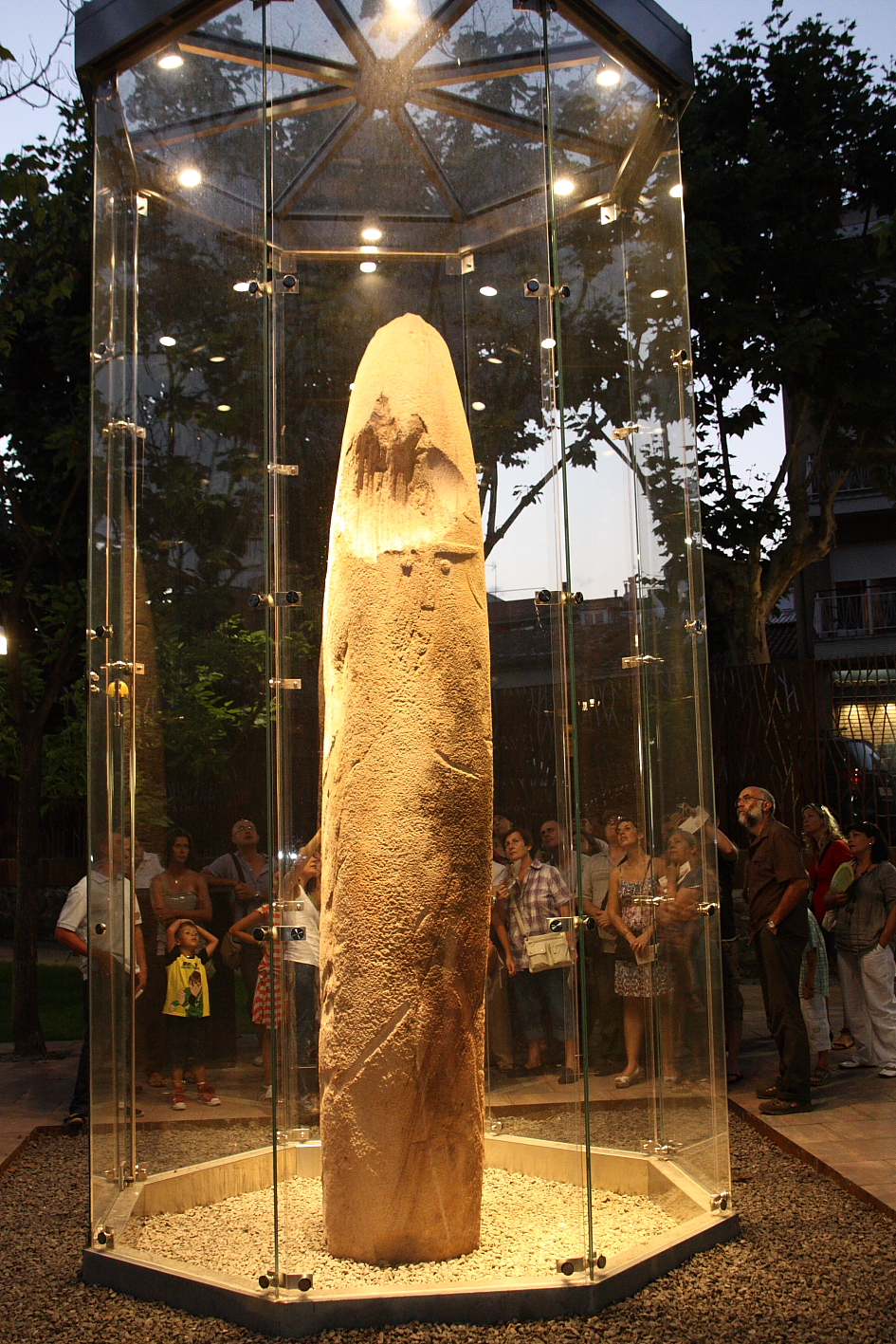
Estatua-menhir del Pla de les Pruneres (Mollet del Vallés, España)

Aunque conocido popularmente como menhir de Mollet se trata de una estatua-menhir que se descubrió en abril del 2009 en la localidad barcelonesa de Mollet del Vallés (España) en el yacimiento del Pla de les Pruneres y así ha sido publicado: La estatua-menhir del Pla de les Pruneres. Este último concepto es más específico y es el utilizado por especialistas ya que le reconoce unas características propias que lo definen y determinan perfectamente. 
El descubrimiento se realizó durante las obras de construcción de un aparcamiento en el centro de la ciudad (en el Pla de les Pruneres), enterrado a una profundidad de 8 metros. El Menhir de Mollet mide 4,90 metros de altura y 68 centímetros de ancho, con un peso de cerca de 6 toneladas. Está hecho de arcosa, una roca sedimentaria formada a partir de la erosión de rocas graníticas; un tipo de material que no se encuentra en el entorno más inmediato de la ciudad, por lo que se cree que puede proceder de la Serralada Litoral o de la montaña del Figaró, desde donde fue transportada hasta la plana del Vallès. Data, más concretamente, del Neolítico Final, entre el 3300 y el 2200 a. C.

## Estatua-Menhir
Estatua esculpida dentro de un menhir, o más precisamente, un monumento megalítico formado por un solo bloque esculpido en busto redondo o en bajorrelieve y representando una figura humana. Busto redondo y bajorrelieve son algunas veces completados o reemplazados por grabados. El personaje es representado en su totalidad o en parte sobre una de las caras del bloque. Una terminología más estricta debería reservar el término de estatua-menhir a una representación completa: cara, perfil y dorso, si bien los de escultura o estela antropomorfa son utilizados en otros casos. Para una visión general, el término de estatua-menhir utiliza abiertamente para designar cualquier ejemplo de figura antropomorfa aunque muchos autores especialistas son favorables a su ejemplo exclusivo.
Fue trasladado al Centro de Restauración y Conservación de San Cugat del Vallés (Barcelona), para ser limpiado y restaurado. Desde entonces se encuentra en el patio de la biblioteca de Can Mulà, esperando a que acaben las obras de restauración en la Masia de Can Pantiquet y Can Flequer, que acogerán un centro de estudios de la ciudad de Mollet. Se exhibe una réplica exacta en el parque de las Pruneras, en el punto donde fue hallado.